# Zomba (Tolna)
Zomba est un village et une commune du comitat de Tolna en Hongrie.